# پنجه‌روی و پاشنه‌روی
پنجه‌روی (به انگلیسی: Pronation)، یک حرکت طبیعی پا است که در هنگام فرود آمدن پا هنگام دویدن یا راه‌رفتن رخ می‌دهد. متشکل از سه جزء صفحه اصلی: حرکات مفصل زیرقاپی، انعطاف پشتی مچ پا، و ابداکشن جلوی پا، این سه حرکت متمایز پا به‌طور همزمان در مرحله پنجه‌روی رخ می‌دهند. پنجه‌روی جزء طبیعی، مطلوب و ضروری چرخه راه‌رفتن است. پنجه‌روی نیمه اول مرحله ایستادن است، در حالی که پاشنه‌روی فاز پیشرانه را با شروع به بلندشدن پاشنه از روی زمین آغاز می‌کند.

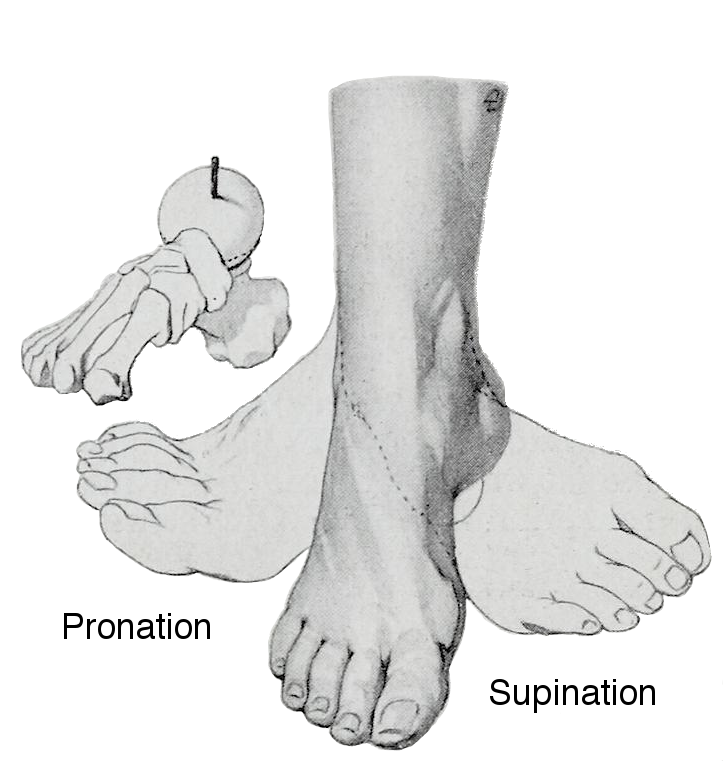
تصویری از پنجه‌روی و پاشنه‌روی پا از کتاب درسی آناتومی

بیومکانیک طبیعی پا در طول راه رفتن رخدادها را جذب و هدایت می‌کند، در حالی که پا در مراحل مختلف چرخه راه‌رفتن انعطاف‌پذیر (پنجه‌روی) و سفت (پاشنه‌روی) است. با بارگذاری پا، حرکات مفصل زیرقاپی، انعطاف پشتی مچ پا و ابداکشن جلوی پا رخ می‌دهد. پنجه‌روی نباید بعد از مراحل آخر میان‌ایستایی (midstance) اتفاق بیفتد، زیرا پای طبیعی باید برای آماده شدن برای برداشتن انگشتان به حالت خوابیده باشد.

### پاشنه‌روی
پاشنه‌روی (به انگلیسی: Supination)، برعکس پنجه‌روی است و زمانی اتفاق می‌افتد که پا با زمین برخورد می‌کند و در حرکت پا به اندازه کافی «غلتش به سمت داخل» وجود ندارد. وزن بدن به هیچ وجه به انگشت شست پا منتقل نمی‌شود و قسمت بیرونی پا و انگشتان کوچک‌تر که نمی‌توانند استرس را تحمل کنند ناچار می‌شود که بیشتر اضافه وزن را تحمل کنند.

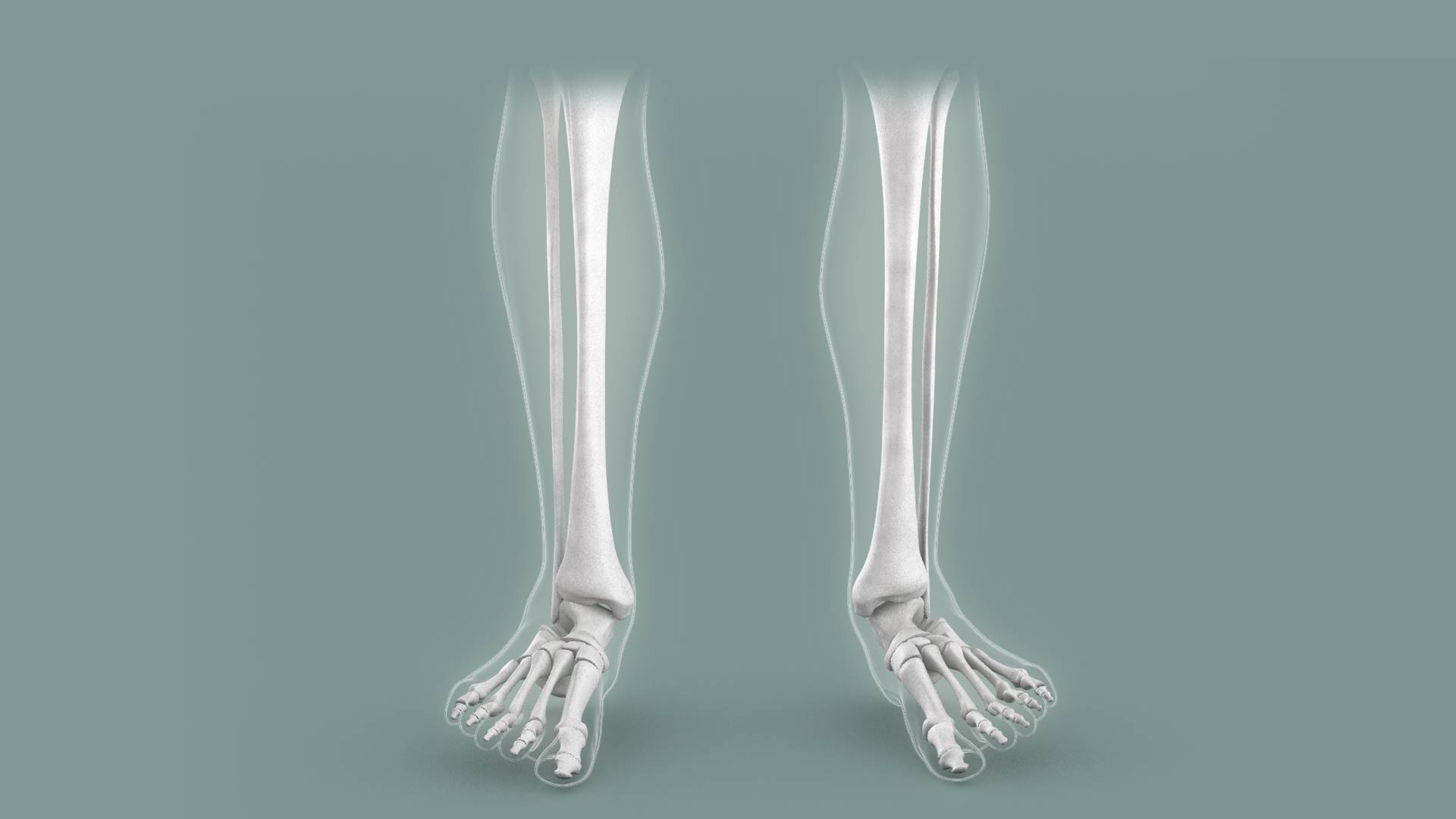
بیش‌پنجه‌روی

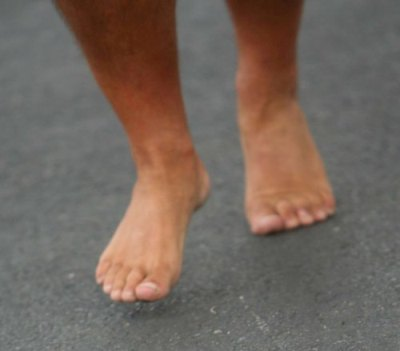
نمای نزدیک از شخصی که پابرهنه می‌دود

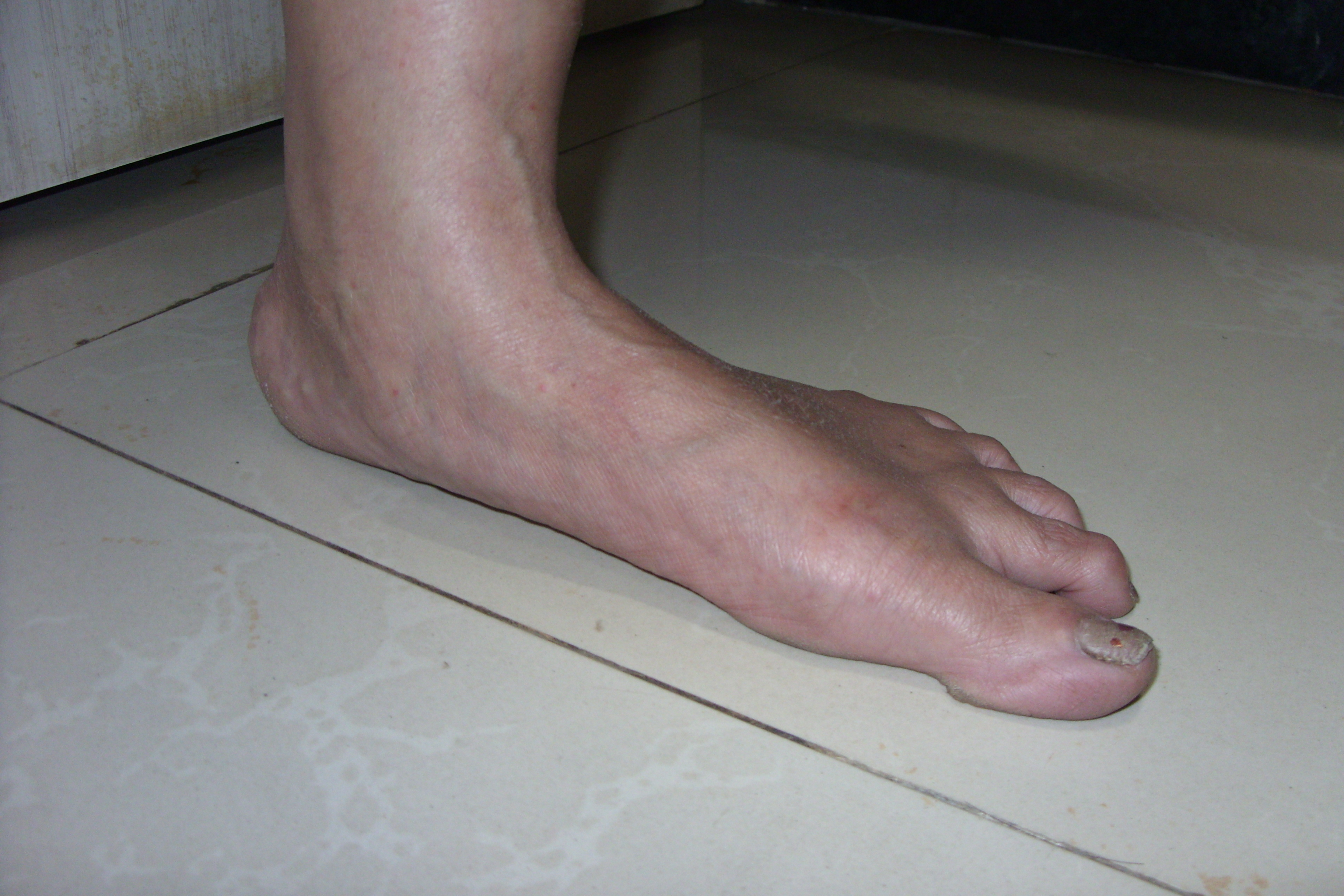
کف پای صاف

## جستارهای بیشتر
- راه رفتن روی انگشت پا
- واژه‌های حرکت اندام